# Francis Fèvre
Francis Fèvre, né le 23 novembre 1951 à Guenviller en Moselle, est un historien français, spécialiste des sociétés antiques du Moyen-Orient, en particulier l'Égypte et Byzance. Il est aussi romancier. Il a enseigné l'histoire à l'institut universitaire de formation des maîtres de Grenoble ; enseignant pendant vingt ans en lycée et collège expérimental, il participe à des recherches sur l'apprentissage des élèves et la remédiation à l'échec scolaire. Dans ce cadre, il est l'auteur de divers ouvrages et guides pédagogiques (voir la bibliographie).
Il a obtenu en 1998 le Prix Diane Potier-Boès de l’Académie Française pour son livre Ptolémée Ier, le pharaon d’Alexandrie (1997).

## Publications

### Égypte antique
- La Pharaonne de Thèbes. Hatchepsout, fille du soleil, Paris, Presses de la Renaissance, 1986, 267 p. (ISBN 2-7242-3221-6)
- Le dernier pharaon : Ramsès III ou le crépuscule d'une civilisation, Paris, GLM / Presses de la Renaissance, avril 1992, 270 p. (ISBN 2-85616-636-9)
- Le maître du Nil, Belfond, 1993, 293 p. (ISBN 978-2-7144-3119-6)
- Hatchepsout, Paris, GLM / Presses de la Renaissance, coll. « L'Égypte des grands Pharaons », décembre 1994, 242 p. (ISBN 2-7028-0376-8)
- Le maître du Nil. Thoutmosis III ou l'apogée de l'Egypte, Paris, GLM / Pierre Belfond, coll. « L'Égypte des grands Pharaons », décembre 1994, 242 p. (ISBN 2-7028-0377-6)
- Ptolémée Ier, le pharaon d'Alexandrie, Paris, GLM / France Empire, coll. « L'Égypte des grands Pharaons », octobre 1997, 275 p. (ISBN 2-7028-0626-0)
- Akhénaton et Néfertiti : L'Amour et la Lumière, Paris, GLM / Hazan, 1998, 224 p. (ISBN 2-7028-1169-8)
- Alexandre le Grand. Un héros de légende, Liana Levi, 1999 (ISBN 978-2-86746-222-1)
- Pharaon
- Akhenaton et Néfertiti. L'amour et la lumière

### Proche-Orient
- Macédonia : la danseuse byzantine, Paris, France Loisirs, 1988 (ISBN 978-2-7242-4305-5)
- Les Seigneurs du désert. Histoire du Sahara
- Théodora, impératrice de Byzance

### Roman
- Le chemin de France (l'histoire d'un village lorrain, du Ier siècle à la guerre de Trente Ans)

### Pédagogie
- Guide pratique de l'aide scolaire pour les parents et les enseignants, Rumily, Éditions Lapeyronie, 2003, 286 p. (ISBN 2-912313-36-8)
- Guide pratique de la vie scolaire pour les parents et les enseignants, Rumily, Éditions Lapeyronie, 2003, 286 p. (ISBN 2-912313-35-X)